# 関口直甫
関口直甫（せきぐち なおすけ、 1925年－2020年）は、日本の天文学者。

## 経歴
1925年東京生まれ。1948年東京大学理学部天文学科卒業、東京天文台（現在の国立天文台）に入台。学位論文「地球の外套部と核との間の強い結合について」で理学博士（東京大学）。その後、東京大学教授に昇任し、1986年定年退官。
専門は地球自転の運動理論で、極運動に関する多数の論文を書いた。また、月のクレータや、月食の暗さと色に関する研究も行った。天文学に関する一般向けの著書と教科書も多い。多数の銅鐸について、それら上部にうがたれた4つの小孔の向きを調べ、銅鐸は春分の日を知るための天文観測装置であるとする説を唱えた。2020年死去

## 著書・編纂書の一部
- 『人工衛星の観測法』 (中学天文教室 3)、恒星社厚生閣、1958年。
- 『教養地学 天文・地球物理学篇』、地人書館、1967年。
- Naosuke Sekiguchi: Catalogue of central peaks and floor objects of the lunar craters on the visible hemisphere（月面クレーター内の中央丘の目録）、University of Tokyo Press, 121頁、1972年頃。
- 関口直甫著、古畑正秋監修：『星の位置と運動』（新地学教育講座 11）、東海大学出版会、1977年。
- 『日時計百科 : 日時計の原理と作り方』 (天文ライブラリー 9)、 恒星社厚生閣、1980年。
- 『日時計 : その原理と作り方』、 恒星社厚生閣、2001年。

## 論文・解説記事の一部
- S. C. Chandlerの業績について、『科学史研究』、No.36、12－17、1955年。
- 地球の自転速度、『科学』、第27巻 No.8、1957年。
- 月面火口中央丘に関する統計、『東京天文台報』、第13巻 No.4、541－548、1965年。
- 1830-1860の緯度変化について〔英文〕、『測地学会誌 』、第21巻 No.3、131－141、1976年。
- 異常に暗かった昨年末の皆既月食、『天文月報』、第76巻 No.10、273－274、276－277、1983年。
- 月食観測より求めた地球の光学的有効半径、『測地学会誌』、第32巻 No.2、125－130、1986 年。
- 極運動励起に関する数値シミュレーション 、『測地学会誌』、第36巻 No.4、243－252、1990年。
- 1999年の極運動異常、『測地学会誌』、第50巻 No.3、201－207、2004年。